# Ленди (Україна)
Ленди — село в Україні, в Обухівській міській громаді Обухівського району Київської області. Населення становить 110 осіб (станом на 2001 рік). Село розташоване на північному заході Обухівського району, за 4,4 кілометра від районного центру.

## Географія
Село Ленди лежить за 4,4 км на південний захід від районного центру, фізична відстань до Києва — 17,2 км. Селом тече річка Деремезянка.
| Клімат Лендів           | Клімат Лендів | Клімат Лендів | Клімат Лендів | Клімат Лендів | Клімат Лендів | Клімат Лендів | Клімат Лендів | Клімат Лендів | Клімат Лендів | Клімат Лендів | Клімат Лендів | Клімат Лендів | Клімат Лендів |
| Показник                | Січ.          | Лют.          | Бер.          | Квіт.         | Трав.         | Черв.         | Лип.          | Серп.         | Вер.          | Жовт.         | Лист.         | Груд.         | Рік           |
| Середній максимум, °C   | −2,6          | −1,3          | 3,9           | 13,4          | 20,3          | 23,5          | 24,7          | 24,0          | 19,0          | 12,2          | 4,5           | 0,1           | 11,8          |
| Середня температура, °C | −5,4          | −4,4          | 0,4           | 8,7           | 15,1          | 18,3          | 19,5          | 18,7          | 14,0          | 8,1           | 1,9           | −2,3          | 7,7           |
| Середній мінімум, °C    | −8,2          | −7,4          | −3            | 4,0           | 9,9           | 13,2          | 14,4          | 13,5          | 9,0           | 4,0           | −0,7          | −4,6          | 3,7           |
| Норма опадів, мм        | 44            | 41            | 35            | 48            | 53            | 76            | 85            | 62            | 50            | 35            | 46            | 49            | 624           |
| ----------------------- | ------------- | ------------- | ------------- | ------------- | ------------- | ------------- | ------------- | ------------- | ------------- | ------------- | ------------- | ------------- | ------------- |
| Джерело:                |               |               |               |               |               |               |               |               |               |               |               |               |               |

## Населення
Станом на 1989 рік у селі проживали 140 осіб, серед них — 73 чоловіки і 67 жінок.
За даними перепису населення 2001 року у селі проживали 110 осіб. Рідною мовою назвали:
| Мова       | Кількість осіб | Відсоток |
| ---------- | -------------- | -------- |
| українська | 108            | 98,18 %  |
| російська  | 2              | 1,82 %   |

## Політика
Голова міської ради — Левченко Олександр Миколайович, 1956 року народження, вперше обраний у 2012 році. Інтереси громади представляють 46 депутатів міської ради:
| Партія                                      | Кількість депутатів | Відсоток |
| ------------------------------------------- | ------------------- | -------- |
| «Партія регіонів»                           | 18                  | 39,13 %  |
| «Фронт Змін»                                | 11                  | 23,91 %  |
| «УДАР»                                      | 7                   | 15,22 %  |
| «Народна партія»                            | 5                   | 10,87 %  |
| «Сильна Україна»                            | 2                   | 4,35 %   |
| Всеукраїнське об'єднання «Свобода»          | 1                   | 2,17 %   |
| «Партія промисловців і підприємців України» | 1                   | 2,17 %   |
| «Совість України»                           | 1                   | 2,17 %   |

На виборах у селі Ленди працює окрема виборча дільниця, розташована в приміщенні клубу. Результати виборів:
- Вибори Президента України 2004 (перший тур): зареєстровано 99 виборців, явка 86,87 %, з них за Віктора Ющенка — 56,98 %, за Віктора Януковича — 12,79 %, за Олександра Мороза — 9,30 %[10].
- Вибори Президента України 2004 (другий тур): зареєстровано 99 виборців, явка 98,99 %, з них за Віктора Ющенка — 84,69 %, за Віктора Януковича — 15,31 %[11].
- Вибори Президента України 2004 (третій тур): зареєстровано 99 виборців, явка 92,93 %, з них за Віктора Ющенка — 94,57 %, за Віктора Януковича — 3,26 %[12].
- Парламентські вибори 2006: зареєстровано 99 виборців, явка 80,81 %, найбільше голосів віддано за блок Блок Юлії Тимошенко — 36,25 %, за Наша Україна — 17,50 %, за Соціалістичну партію України — 13,75 %[13].
- Парламентські вибори 2007: зареєстровано 96 виборців, явка 68,75 %, найбільше голосів віддано за Блок Юлії Тимошенко — 65,15 %, за Партію регіонів — 9,09 %, за блок Наша Україна — Народна самооборона — 9,09 %[14].
- Вибори Президента України 2010 (перший тур): зареєстровано 104 виборці, явка 71,15 %, найбільше голосів віддано за Юлію Тимошенко — 39,19 %, за Володимира Литвина — 21,62 %, за Віктора Януковича — 10,81 %[15].
- Вибори Президента України 2010 (другий тур): зареєстровано 103 виборці, явка 71,84 %, з них за Юлію Тимошенко — 82,43 %, за Віктора Януковича — 16,22 %[16].
- Парламентські вибори 2012: зареєстровано 102 виборці, явка 73,53 %, найбільше голосів віддано за Партію регіонів — 44,00 %, за Всеукраїнське об'єднання «Батьківщина» — 28,00 % та УДАР — 13,33 %.[17] В одномандатному окрузі найбільше голосів отримала Тетяна Засуха (Партія регіонів) — 50,00 %, за Віктора Романюка (Всеукраїнське об'єднання «Батьківщина») — 35,53 %, за Валерія Поповича (Україна — Вперед!) — 2,63 %[18].
- Вибори Президента України 2014: зареєстровано 102 виборці, явка 68,63 %, з них за Петра Порошенка — 52,86 %, за Олега Ляшка — 24,29 %, за Юлію Тимошенко — 12,86 %[19].
- Парламентські вибори в Україні 2014: зареєстровано 100 виборців, явка 63,00 %, найбільше голосів віддано за «Народний фронт» — 36,51 %, за Блок Петра Порошенка — 22,22 % та Радикальну партію — 15,87 %.[20] В одномандатному окрузі найбільше голосів отримав Гліб Лірник (Блок Петра Порошенка) — 30,16 %, за Віктора Романюка (Народний фронт) проголосували 28,57 %, за Павла Козирєва (самовисування) — 7,94 %[21].